# Conophytum uviforme
Conophytum uviforme es una especie de planta suculenta perteneciente a la familia de las aizoáceas.  Es originaria de Sudáfrica.

## Descripción
Es una pequeña planta suculenta perennifolia de pequeño tamaño que alcanza los 4 cm de altura a una altitud de 200 - 1200  metros en Sudáfrica.
Está formada por pequeños cuerpos carnosos que forman grupos compactos de hojas casi esféricas, soldadas hasta el punto de que sólo una muy pequeña diferencia separan a las dos hojas. En la naturaleza, los grupos de hojas se esconden entre las rocas y en las grietas, que retienen depósitos apreciable de arcilla y arena.

## Taxonomía
Conophytum uviforme fue descrita por Haw.)  N.E.Br. y publicado en The Gardeners' Chronicle & Agricultural Gazette III, 72: 54. 1922.
Etimología
Conophytum: nombre genérico que deriva de las palabras griegas: κωνος (cono) = "cono" y φυτόν (phyton) = "planta".
uviforme: epíteto latino que significa "con forma de uva".
Subespecies
- Conophytum uviforme subsp. decoratum (N.E.Br.) S.A.Hammer
- Conophytum uviforme subsp. rauhii (Tischer) S.A.Hammer
- Conophytum uviforme subsp. subincanum (Tischer) S.A.Hammer

## Sinonimia
| - Conophytum uviforme subsp. uviforme - Mesembryanthemum uviforme Haw. (1812) - Conophytum clarum N.E.Br. - Conophytum colorans Lavis (1933) - Conophytum litorale L.Bolus (1965) - Conophytum pardivisum Tischer - Conophytum praeparvum N.E.Br. - Conophytum praeparvum var. roseum Lavis - Conophytum prolongatum L.Bolus (1964) | - Conophytum rooipanense L.Bolus (1965) - Conophytum stipitatum L.Bolus (1958) - Conophytum framesii Lavis (1929) - Conophytum franciscii L.Bolus (1963) - Conophytum hillii L.Bolus (1959) - Conophytum julii Schwantes ex Jacobsen (1933) - Conophytum meleagris L.Bolus (1937) - Conophytum vanrhynsdorpense Schwantes (1929) |